# جمهوری‌خواهی در ایالات متحده آمریکا
جمهوریخواهی فلسفهٔ سیاسی راهبر ایالات متحده آمریکا است. این فلسفه از زمان تأسیس آمریکا بخش مهمی از اندیشهٔ مدنی آمریکایی بوده‌است. این اندیشه بر آزادی و حقوق خدشه ناپذیر به عنوان ارزش‌های اصلی تأکید می‌کند، مردم را به عنوان یک کل حاکمیت می‌سازد، آریستوکراسی و قدرت سیاسی به ارث رسیده را نفی می‌کند، از شهروندان انتظار دارد در اجرای وظایف مدنیشان مستقل باشند، و فساد سیاسی را منفور می‌داند. جمهوریخواهی آمریکایی در آغاز توسط پدران بنیان‌گذار ایالات متحده آمریکا در قرن ۱۸م تأسیس و اجرا شد. بنا بر گروهی از مورخین، برای آنان «جمهوریخواهی چیزی بیش از یک نوع حکومت بود. شیوه‌ای از زندگی، یک ایدئولوژی اساسی، تعهدی خدشه ناپذیر به آزادی و نفی کامل آریستوکراسی بود.»
جمهوریخواهی مبتنی بر مدل‌ها و ایده‌های باستانی یونانی رومی باستانی، رنسانس، انگلیسی بود. این اندیشه اساس انقلاب آمریکا، اعلامیه استقلال ایالات متحده آمریکا (۱۷۷۶), قانون اساسی ایالات متحده آمریکا (۱۷۸۷), و نیز نطق گتیسبورگ (۱۸۶۳) را شکل داد.
جمهوریخواهی را می‌توان از دیگر اشکال دموکراسی متمایز کرد، چنان‌که این اندیشه اظهار می‌دارد که مردم حقوق خدشه ناپذیری دارند که نمی‌توان با رأی اکثریتی از رای‌دهندگان آن‌ها را از آنان گرفت. الکسی دو توکویل در خصوص "استبداد اکثریت" در یک دمکراسی هشدار داده است، و توصیه کرده که دادگاه‌ها باید تلاش‌های اکثریت در خصوص پایمال کردن حقوق یک اقلیت نامحبوب را لغو کنند.

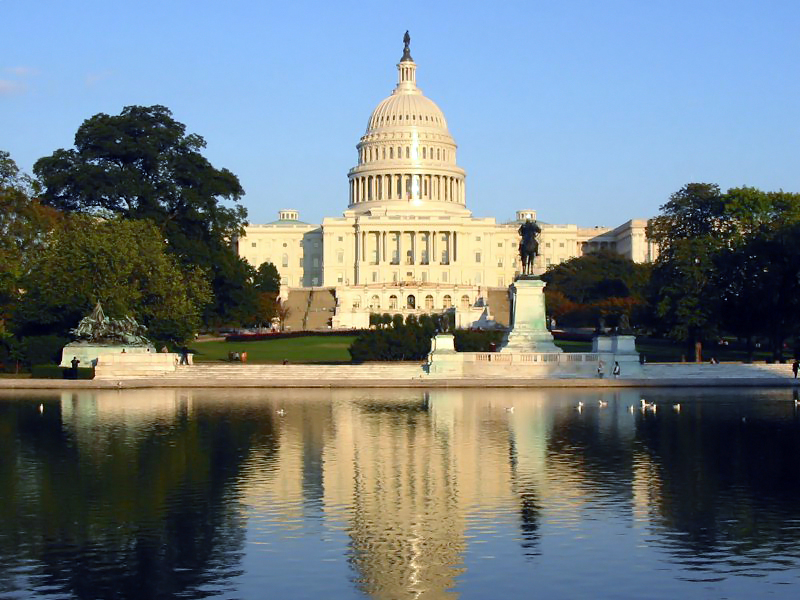
Capitol فضیلت‌های کلاسیک جمهوری‌خواهانه را متجلی ساخت.